# フォアヴェルク (ニーダーザクセン)
フォアヴェルク (ドイツ語: Vorwerk) は、ドイツ連邦共和国ニーダーザクセン州のローテンブルク（ヴュンメ）郡に属す町村（以下、本項では便宜上「町」と記述する）で、ザムトゲマインデ・タルムシュテットを構成する町村の一つである。

## 地理
この町は、かつてはそれぞれ独立した自治体であったフォアヴェルク、ブーフホルツ、ディプスホルンの3つの集落からなる。

## 行政

### 議会
この町の議会は11議席からなる。

### 首長
町長は、2011年からトーマス・ミュラーが務めている。前任者は、1996年からディプスホルン出身のエルンスト＝アウグスト・ゼーガーが務めていたが、その前任者、ヒンリヒ・ヴァリエスは1948年から1972年まで、当時は独立した町村であったディプスホルンの町長を務め、1972年から1996年まで合併後のフォアヴェルクの町長を務めた。彼は、ドイツで最も長く首長を務めた人物である。

## 文化と見所

### 見所
- フィントリング: フォアヴェルクの真ん中、鐘架の近くにある「フィントリング」と呼ばれる花崗岩は、重さが約 33t ある。
- モチノキの林: ブーフホルツには、約30本の樹木があるモチノキの林がある。
- クラート池: 絵に描いたようなホルツベルクの麓にクラート池はある。

## 引用
1. ↑  Landesamt für Statistik Niedersachsen, LSN-Online Regionaldatenbank, Tabelle A100001G: Fortschreibung des Bevölkerungsstandes, Stand 31. Dezember 2023